# Folke Svensson (idrottsledare)
Alf Folke Svensson, född 7 augusti 1911 i Kvarsebo församling, Östergötlands län, död 11 november 1990 i Motala, var en svensk företags- och idrottsledare samt kommunalpolitiker. 
Svensson, som var son till Alf Svensson och Alma Ericson, var anställd i Kooperativa Förbundets konsumtionsförening 1930-1944 samt disponent och försäljningschef AB C.O. Ericson & C:o Motala skinnklädesfabrik sedan 1945. Han var ordförande i Svenska Cykelförbundet 1953–1970 och president i Nordiska Cykelförbundet 1961–1976. Han var distriktsguvernör i Lions International 1960–1961, ordförande Svenska Lions Clubs insamlingskommitté för bilmekanikerskola i Jordanien 1961–1963 och i Motala högerförening sedan 1961. Han var ledamot av stadsfullmäktige i Motala stad sedan 1958 och i brandstyrelsen sedan 1960.